# .ng
Pour les articles homonymes, voir NG.
.ng est le domaine de premier niveau national (country code top level domain : ccTLD) réservé au Nigeria. Il est supervisé par la Nigeria Internet Registration Association (NiRA).

## Domaine de deuxième niveau
| Domaine | Statut                       | Description                                     |
| ------- | ---------------------------- | ----------------------------------------------- |
| com.ng  | Ouvert                       | Entités commerciales et business                |
| edu.ng  | Fermé                        | Institutions éducatives                         |
| name.ng | Ouvert                       | Individuel                                      |
| net.ng  | Fermé                        | Opérateur de télécommunications                 |
| org.ng  | Ouvert                       | Organisations non-commerciales                  |
| sch.ng  | Fermé et à échelle régionale | Autres organismes académiques                   |
| gov.ng  | Fermé                        | Organismes gouvernementaux                      |
| mil.ng  | Fermé                        | Organismes militaires                           |
| mobi.ng | Ouvert                       | Standard TLD pour les téléphones                |
| .i.ng   | Ouvert                       | Individuel et organisations privés et publiques |

L'enregistrement est soumis à un règlement spécifique pour chacun des domaines de deuxième niveau.
La NiRA se réserve le droit de d'attribuer un domaine de second niveau comme https://www.google.ng/